# 4438 Sykes
4438 Sykes (1983 WR) là một tiểu hành tinh vành đai chính được phát hiện ngày 29 tháng 11 năm 1983 bởi Ted Bowell ở Flagstaff.